# سالمة يا سلامة
سالمة يا سلامة أغنية مصرية مشهورة لحنها سيد درويش عام 1919م لرواية "قولوله"، وقدمتها فرقة نجيب الريحاني وألّف كلماتها بديع خيري.
أعادت غنائها وأصدرتها داليدا مرة أخرى عام 1977م باللهجة المصرية، ثم باللغة الفرنسية، وحققت شهرة واسعة في العالم العربي وأوروبا أكثر من الأغنية الأصلية، فقام العديد من المطربين العرب والأوروبيون بغنائها مرة أخرى بتوزيعات مختلفة.

## إصدارات
أصدرت داليدا الأغنية في ألبوم يحمل اسمَها بالإضافة إلى أغاني أخرى. كما تم تسجيل الأغنية بخمسة لغات (العربية المصرية، والفرنسية، والألمانية، والإيطالية: "Uomo di sabbia").
غنى الأغنية العديد من المطربين والفرق الأجنبية، مثل ألابينا، وشانتال شمندي، وجان ميشال جار، وزينت سالي.

## موضوع الأغنية
تتحدث الأغنية عن مشاعر المصريين بالغربة أثناء بعدهم عن بلدهم، وعن رضاهم بالحياة سواءً كانوا أغنياء أو فقراء، وعن صبرهم ومثابرتهم في الحرب وسعيهم للسلام.